# SU-2
SU-2 – radzieckie działo samobieżne wykorzystujące podwozie ciągnika artyleryjskiego Kommunar.
2 października 1930 Rewolucyjna Rada Wojskowa ZSRR podjęła uchwałę, na mocy której do 1 października 1931 roku miało powstać kilkanaście typów dział samobieżnych. Wśród nich miały znaleźć się działa wykorzystujące podwozia ciągników Kommunar i Stalliniec. Ich uzbrojeniem miały być armaty polowe wz. 1902 lub przeciwlotnicze wz. 1915/28.
Prototyp pojazdu wykorzystującego podwozie Kommunara powstał w zakładach Bolszewik, przy współpracy składu wojskowego nr 60. Prototypowy wóz wykorzystywał podwozie ciągnika i armatę polową wz. 02 osadzoną na podstawie wykorzystywanej w pociągach pancernych. Obsługę chroniła tarcza pancerna grubości 10 mm. Ponieważ w pojeździe brakowało miejsca na amunicję miała być ona przewożona w holowanej przyczepie.
Prototyp wykonano w 1932 roku i po pomyślnym przejściu prób został zarekomendowany do przyjęcia do uzbrojenia, ale z niewiadomych przyczyn rozwój tego działa przerwano i nie było ono produkowane seryjnie. Ogółem wyprodukowano tylko 12 sztuk.